# Gare de Dardilly-le-Jubin
Gare de Dardilly-le-Jubin vasútállomás Franciaországban, Dardilly településen.

## Vasútvonalak
Az állomást az alábbi vasútvonalak érintik:
- Paray-le-Monial-Givors-Canal-vasútvonal

## Kapcsolódó állomások
A vasútállomáshoz az alábbi állomások vannak a legközelebb:
- Gare de Dommartin - Lissieu
- Gare de Dardilly-les-Mouilles